# Tribu Te-Moak de xoixons occidentals de Nevada
La tribu Te-Moak Tribe de xoixons occidentals de Nevada és una tribu reconeguda federalment dels xoixons occidentals del nord-est de Nevada.

## Història
La tribu es va organitzar sota la Llei de Reorganització Índia. Els xoixons occidentals elegiren un consell tradicional dirigit pel cap Muchach Temoak i els seus descendents per a creau els nous governs; tanmateix, els Estats Units refusaren reconèixer el consell tradicional i crearen el Consell de Bandes Te-Moaks. Els tradicionalistes no se sentien representats adequadament per aquest Consell i el 1974 van crear el United Western Shoshone Legal Defense and Education Association, ara conegut com la Sacred Lands Association. Els tradicionalistes sostenien abans de la Comissió Índia de Reclamacions (ICC) que el Consell de Bandes Te-Moak no parlava per ells i la tribu mai va renunciar al seu títol de les seves terres tradicionals. Les seves reclamacions i apel·lacions van ser rebutjades en 1979, quan la ICC va fallar que els xoixon occidental havien perdut la possessió de les seves terres pel Tractat de Ruby Valley en 1863. El 1980 els tribunals van dictaminar que les terres no havien estat cedides en 1863, però es va perdre el 6 de desembre de 1979. Malgrat les crides de la tribu, el 1985 la Cort Suprema de Justícia decretà que s'havien pagat a la tribu 26 milions $ en 1979 per 24 milions d'acres (97.000 km²) de terra. La tribu encara lluita avui dia per recuperar llurs terres tradicionals.
La carta corporativa de la tribu va ser aprovada el 1938 i la seva actual Constitució va ser esmenada el 1982.

## Avui
El consell tribal Te-Moak té la seu a Elko (Nevada). La tribu és composta per quatre bandes constituents. Llurs constitució permet un nombre il·limitat de reserves i colònies índies unides a la tribu.

### Banda Battle Mountain
Aquesta banda ocupa la reserva Battle Mountain a 40° 39′ 51″ N, 116° 58′ 11″ O / 40.66417°N,116.96972°O Battle Mountain. Tradicionalment són les bandes Tonomudza dels xoixons. Llurs parcel·les separades de terra ocupen 683,3 acres (2,765 km²). La reserva actual té una població de 165 i un registre tribal de 516 individus. L'actual cap de la tribu és Michael Price, Chairman

### Banda Elko
La colònia índia Elko a 40° 51′ 02″ N, 115° 45′ 55″ O / 40.85056°N,115.76528°O fou establida en 1918. Domina 192,8 acres (0,78 kilòmetres quadrats) de terres federals en fideïcomís. Hi ha enregistrats 1.143 individus. Només el 6% de la banda són graduats en ensenyament mitja i la seva renda per capita és de 7.000 $. La seu és a Elko, i el seu cap tribal és Gerald Temoke.

### Banda South Fork
La colònia índia South Fork i Odgers Ranch, a 40° 34′ 22″ N, 115° 36′ 08″ O / 40.57278°N,115.60222°O, fou establerta a Lee (Nevada) en 1941 La banda té 19.049 acres de terra (77,09 km²). Hi vivien 234 membres d'un total de 1.139 registrats. El seu cap és Cheryl Mose-Temoke.

### Banda Wells
La colònia índia Wells, a 41° 07′ 01″ N, 114° 58′ 44″ O / 41.11694°N,114.97889°O, fou establida en 1980 i tenia un total de 80 acres (320 m²). La seu era a Wells (Nevada). Hi viuen 39 membres d'un total registrat de 177. El seu cap tribal és Paula Salazar.

## Notables Te-Moak Shoshone
- Ned Blackhawk, historiador Te-Moak i professor a Yale